# Blechnum corralense
Blechnum corralense är en kambräkenväxtart som beskrevs av Espinosa. Blechnum corralense ingår i släktet Blechnum och familjen Blechnaceae. Inga underarter finns listade.